# Теория социальной идентичности
Теория социальной идентичности — теория, описывающая направление индивидуального знания[прояснить] о принадлежности к определенной социальной группе, имеющее эмоциональное и оценочное значение для индивида и его членства в группе. Развитие теории социальной идентичности тесно связано с польским социологом Анри Тэшфелом. Согласно этой теории, осознание человеком его места в социуме базируется на отнесении себя к определенной социальной группе. По мнению Тэшфела, осознание группового членства реализуется посредством ряда сложных шагов: социальной категоризации (осмысление социального окружения как состоящего из различных групп), социальной идентификации (сделанный на основе сравнения выбор группы, в которую «помещает» себя индивид), наконец, собственно социальной идентичности (полного осознания своей принадлежности выбранной группе).

## Основные положения теории

### Межличностные и внутригрупповые отношения
Согласно теории социальной идентичности, социальное поведение человека варьируется в диапазоне от участия только в межличностных отношениях до участия только во внутригрупповых отношениях. Первое определяется личностными характеристиками участников, а также характером отношений между ними. Внутригрупповые отношения отличаются тем, что человек, вступая в данный тип отношений, предстает как член социальной группы, а не как индивид. Безусловно, в реальной жизни поведение человека определяется сочетанием этих двух типов.

### Позитивная социальная идентичность
Члены социальной группы стремятся к тому, чтобы достичь, а после поддерживать позитивную социальную идентичность этой группы. Позитивная социальная идентичность достигается в результате благоприятной оценки группы в сравнении с релевантными социальными группами.
Так, школьнику, воспринимающему себя членом своего класса, для формирования позитивной социальной идентичности необходимо осознавать, что его класс по каким-то параметрам (успеваемости, спортивным достижениям, дружеским отношениям и т. д.) лучше других классов. Релевантными группами в этом случае являются параллельные классы. 
Выделяют несколько стратегий достижения позитивной социальной идентичности. Они сводятся к тому, что индивид может предпринять для улучшения репутации своей группы, а в случае, если барьеры перехода в группу с более позитивной социальной идентичностью невелики, что индивид может предпринять для перехода в эту группу.

#### Индивидуальная мобильность
Индивидуальная мобильность означает перемещение по социальной лестнице одного человека. Когда барьеры перехода в более «успешную» группу невелики, индивид склонен дистанцироваться от группы и преследовать личные цели, которые могут отличаться от групповых.

#### Социальная креативность
Когда барьеры выхода из группы представляются непреодолимыми, члены группы пытаются достичь позитивной социальной идентичности такими способами, как изменение критериев сравнения с другими группами или изменение самого объекта сравнения.

#### Социальная конкуренция
Применяя данную стратегию, участники группы вступают в непосредственную конкуренцию с релевантными социальными группами в форме внутригруппового фаворитизма. Это означает, что, в отличие от стратегии социальной креативности, участники, отдавая предпочтение своей группе, не изменяют критерии сравнения.

### Коллективный нарциссизм
Поиск позитивной социальной идентичности может приводить к т.н. коллективному нарциссизму. По аналогии с индивидуальным нарциссизмом под нарциссизмом коллективным понимается демонстрация преувеличенной гордости от принадлежности к той или иной социальной группе, будь-то преступная группировка, определенная религия или народ. Так же как отдельные лица, страдающие нарциссическим расстройством, коллективные нарциссы ощущают внутреннюю неуверенность в своем превосходстве, что зачастую приводит к компенсирующим  агрессивным проявлениям. Существует мнение о том, что коллективный нарциссизм оказывает влияние на политические процессы различного масштаба: от локального до глобального.